# Franz Karl Anton von Hohenems

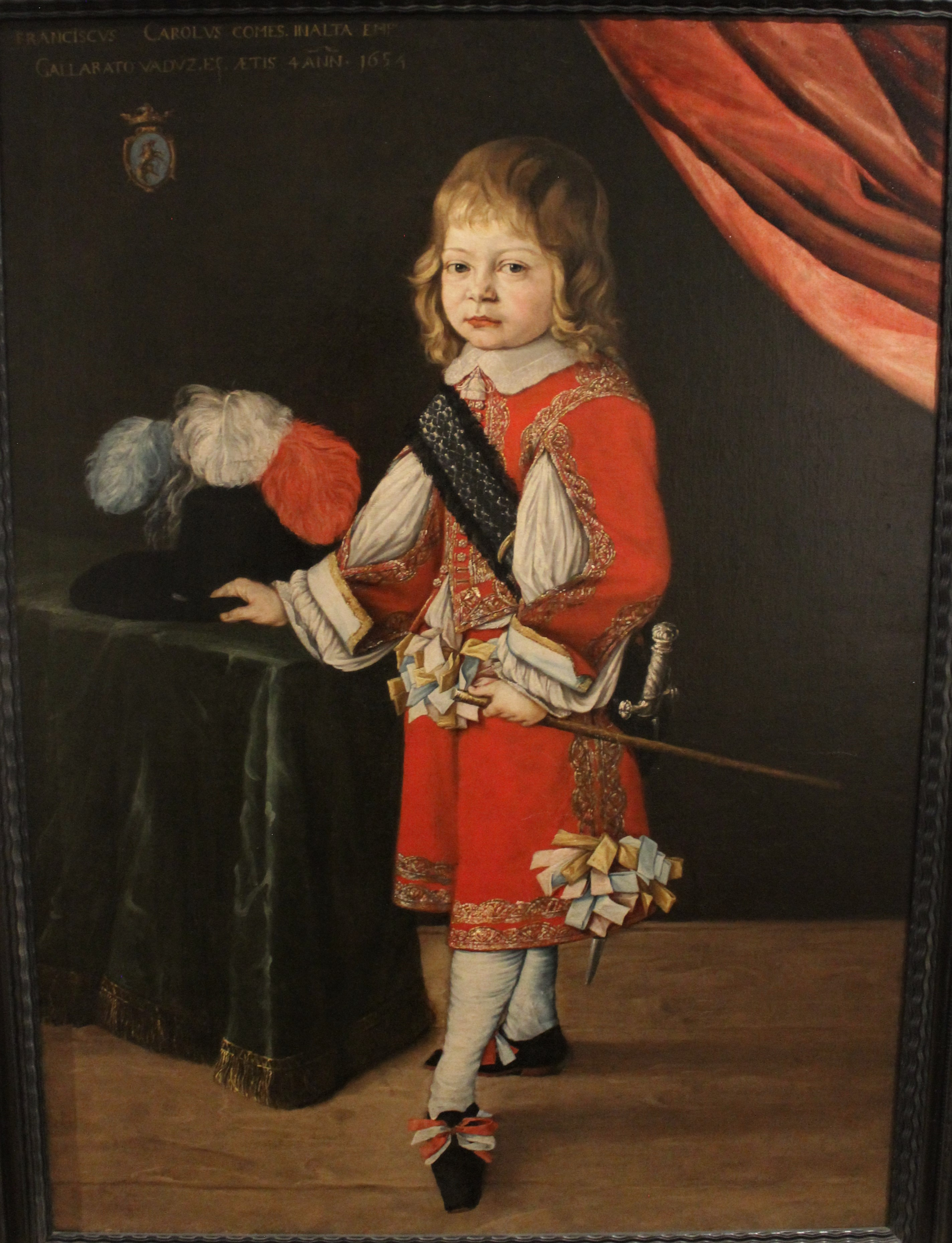
Kinderbildnis von Franz Karl von Hohenems (1654)

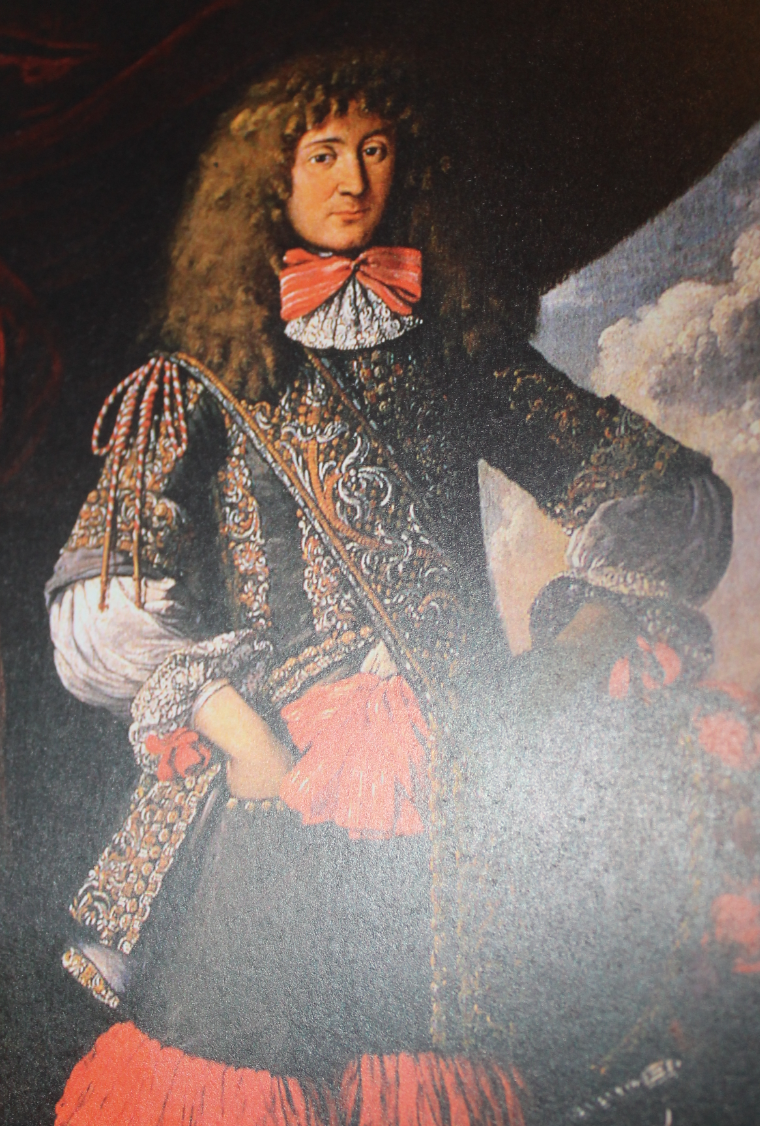
Ölgemälde von Mathias Zehender (1676). Beide Gemälde befinden sich im Liechtensteinischen Landesmuseum in Vaduz.

Franz Karl Anton von Hohenems (* 1. August 1650; † 16. März 1713) war ein Graf aus dem Adelsgeschlecht der Herren von Ems. 
Franz Karl Anton von Hohenems war der älteste Sohn von Karl Friedrich Graf von Hohenems (1622–1675) und seiner Ehefrau Cornelia Lucia.di Altemps († 1691) Er heiratete 1678 Franziska Schmidlin von Lebenfeld († 1728), die Tochter seines Oberpflegers. Die Ehe zur linken Hand blieb kinderlos.
Während seiner Regierungszeit wurde die Festung und Herrschaft Hohenems unter kaiserliche Zwangsverwaltung gestellt. Der Graf musste 1687 aus seiner Herrschaft vor seinen Gläubigern nach Heerbrugg in die nahe Schweiz flüchten, wo die Herren von Hohenems über die niedere Gerichtsbarkeit verfügten. Wie der Herrschaft seines Cousins Ferdinand Karl von Hohenems im heutigen Liechtenstein sagt man seiner Herrschaft Korruption, Misswirtschaft und Verschwendung nach. Er prozessierte gegen Hexen und wohlhabende Untertanen und konfiszierte das Vermögen der Verurteilten. 1679 reichte man Klage gegen den Grafen bei der Regierung in Innsbruck ein, die an den kaiserlichen Reichshofrat in Wien weitergeleitet wurde. Die Anklage wurde von Teilen seiner eigenen Familie unterstützt, so von seinem Cousin Jakob Hannibal III. von Hohenems und Franz Wilhelm II. von Hohenems, denen er Unterhaltszahlungen schuldete. 1688 wurde Franz Karl Anton von Hohenems der Regierung von Hohenems und Lustenau enthoben. Die Herrschaft übernahm sein Cousin Franz Wilhelm II., der aber bereits 1691 während eines kaiserlichen Feldzugs in Serbien starb. 1693 wurde das Gebiet unter Zwangsverwaltung gestellt. Die Herrschaft übernahm der Fürstabt von Kempten. 